# Umar ibn al-Khattab
Umar ibn al-Khattāb (arabisk: عمر بن الخطاب) (ca 580 – 7. august 644), nogle gange kaldet Umar al-Farūq (Umar Skelneren (mellem sandt og falsk)) af sunnimuslimer, var af Banu Adi klanen fra Quraysh stammen. Han var en af profeten Muhammeds følgesvende og blev den 2. kalif (634 – 644) af Rashidun-kalifatet efter den 1. kalif Abu Bakrs død. Han anses af sunnimuslimer for den anden af de fire Khulafā' ar-Rashīdīn (retledte kaliffer).

## Liv og gerning
`Umar blev født i Mekka, og tilhørte Banu Adi-klanen af Quraish-stammen. Hans fader var Khattab ibn Nufayl, og familien tilhørte antagelig middelklassen. Umar kunne læse og skrive, hvilket var usædvanligt på den tid.

### Omvendelse til Islam
Da Muhammed stod frem med sit budskab om islam, var Umar en af de mest fremstående tilhængere af den traditijonelle religion hos Quraish-stammen, og den fremmeste modstander af Muhammed. Umar var berygtet for forfølgelse af muslimmer. I følge en historie i Ibn Ishak's sirat, havde Umar bestemt sig for myrde Muhammed. På vejen mødte han en person, som fik Umars hensigter at vide. Denne person fortalte Umar om hans søsters og svogers omvendelse til islam. Umar gik direkte hjem og fandt sin egen søster recitere Koranen. I vrede slog han sin søster. Efterfølgende angrede Umar sine handlinger, og for at trøste hende bad han hende om at recitere videre. Under recitationen blev Umar overvældet af følelser. Denne hændelse er kendt som den dag, Umar konverterede til Islam, og det er sagt, at suraen, Umar hørte, var Sura Ta-Ha, den 20. sura.

### Livet i Medina
`Umar var en del af udvandringen fra Mekka til Medina i 622. Han deltog i slaget ved Badr, slaget ved Uhud, og slaget ved Khaybar så vel som i mange andre slag. Han var en af Muhammeds nærmeste følgesvende, og `Umars datter Bibi Hafsa giftede sig med Muhammed i 625. 

### Umars død
Umar blev myrdet i 644 af perseren Piruz Nahavandi, som araberne havde taget som slave under invasionen af det sasanidiske Iran. Ifølge sunnitisk tradition kom Piruz til Umar og krævede, at hans afgift på to dirham daglig skulle sænkes. Eftersom Piruz var snedker, maler og smed, anså Umar, at denne afgift var korrekt, hvorpå Piruz gik derfra og mumlede, at han ville hævne sig. Inden morgenbønnen næste morgen havde Piruz gemt sig i moskéen med en dolk i hånden. Han ventede til Umar begyndte bønnen og huggede ham så 6 gange inden, at muslimer formåede at overmande ham. Piruz' navn betyder "sejrherre" på persisk. I modsætning til den arabiske sunnitiske historieskrivning anser flere moderne iranske historikere, således Abdolhosein Zarrinkub, at Piruz i virkeligheden tog hævn for de ulykker, som havde ramt hans folk efter invasionen.
I forbindelse med mordet bad den døende kalif at udse sin efterfølger. Nogen foreslog, at han skulle udnævne sin søn 'Abdullah, men Umar mente, at det var nok, at en person af familien al-Khattāb skulle stå til ansvar over for Gud som leder af islam. Dette var et tungt ansvar for Umar, som han ikke ville bære videre efter sin død. Han foreslog i stedet, at de skulle vælge en af følgende personer: Ali ibn Abi Talib, Utman ibn Affan, Abdurrahman ibn Auf, Sa'd ibn Abi Waqqas, Az-Zubair ibn al-Awwam og Talha ibn Ubaidullah.